# Orest Kiprenskij
Orest Adamovič Kiprenskij (rusky Орест Адамович Кипренский; 24. března 1782 - 17. října 1836) byl vůdčí ruský portrétista období romantismu.

## Život a činnost
Kiprenskij byl nelegitimní syn statkáře Alexeje Ďakonova (Kypris je jiné jméno bohyně erotické lásky Afrodité, a odtud pochází příjmení, které malíř dostal). Kiprenskij vystudoval Carskou uměleckou akademii v Petrohradě. V pozdějších letech často pobýval v Itálii, kde konvertoval ke katolicismu, aby se mohl oženit se svou dlouholetou milenkou Annou Marií Falcucciovou, nedlouho po svatbě však zemřel na zápal plic.
Známý je zejména jeho portrét A. S. Puškina, o němž básník prohlásil „toto zrcadlo mi lichotí“.

## Galerie

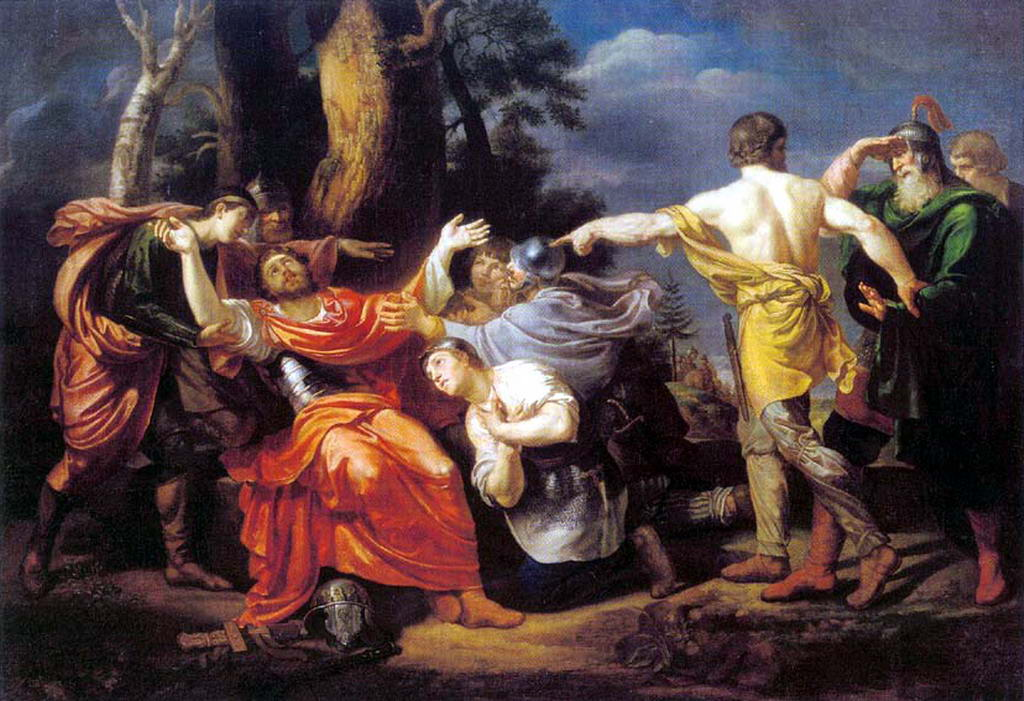
Princ Dmitrij Donský po bitvě na Kulikově poli, 1805
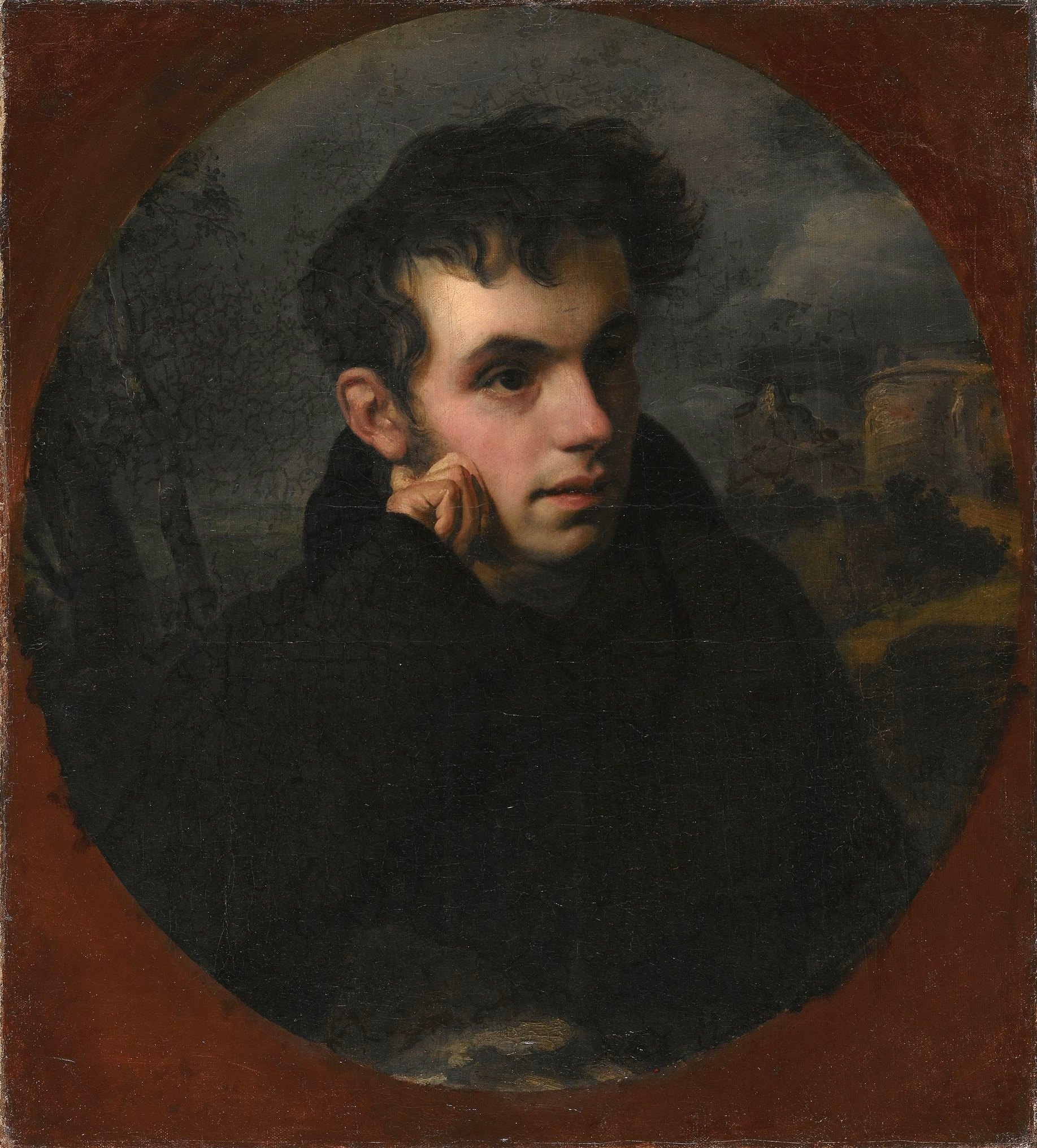
Portrét V. A. Žukovského, 1815
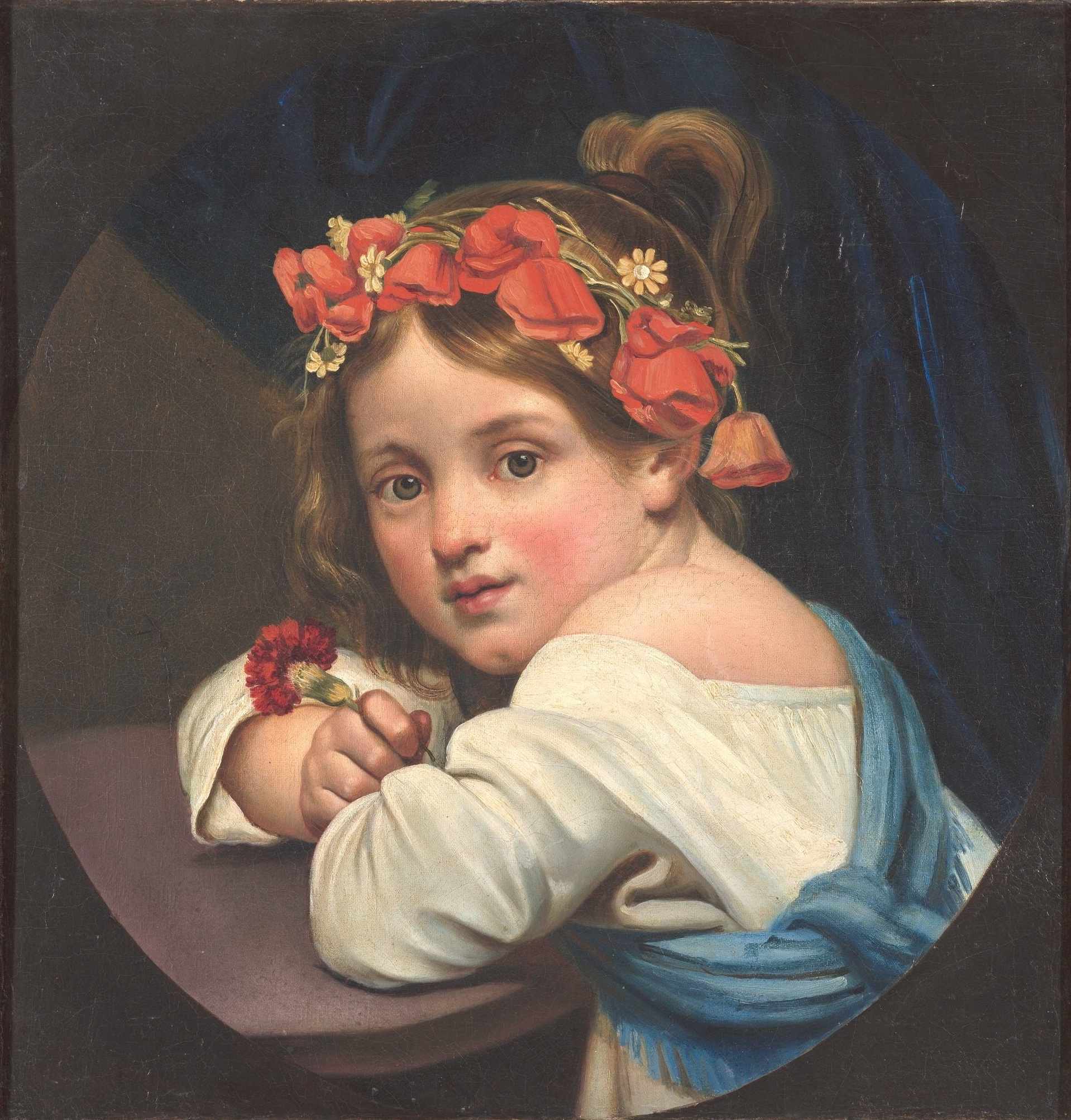
Holčička s makovým věncem, 1819
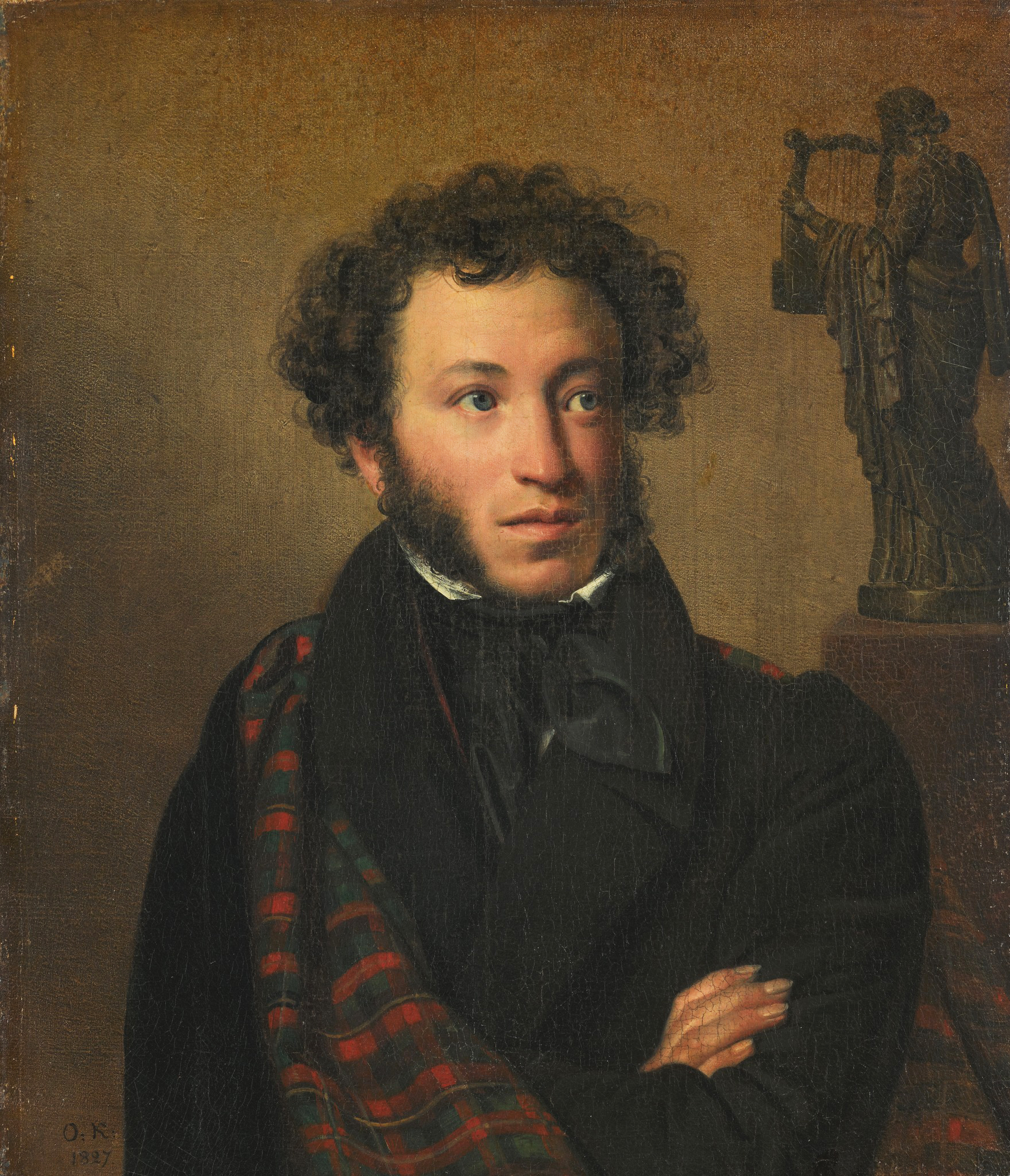
Portrét A. S. Puškina, 1827
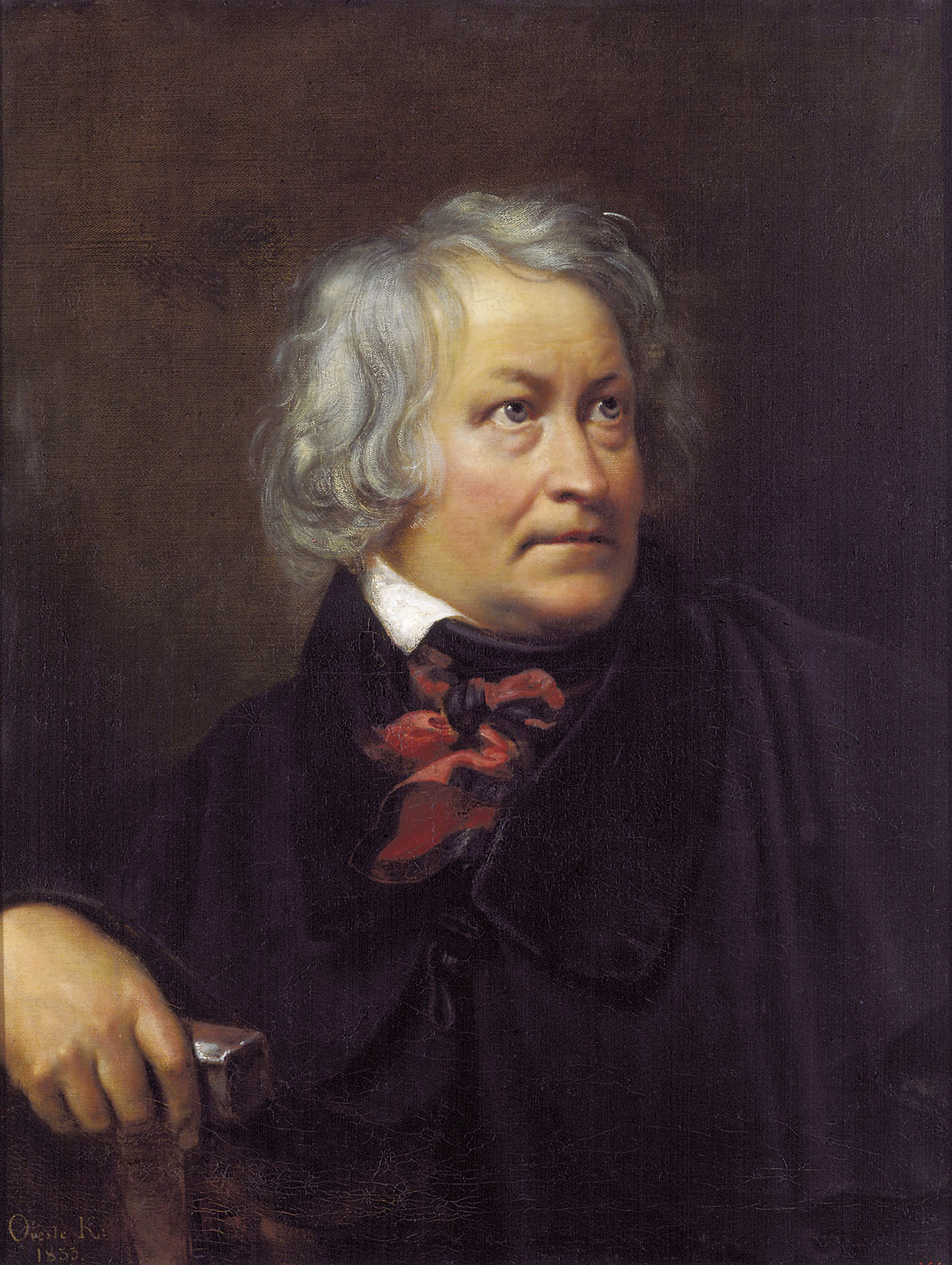
Portrét Bertela Thorvaldsena, 1833